# 近藤夏子
近藤夏子（1985年7月29日—），日本女性歌手，出生於日本島根縣，現居於大阪府大阪市。

## 資料來源
1. ↑  .   [2010-06-25]. （原始内容存档于2016-03-08）.
2. ↑  毎日放送. . 2009-08-03.